# East Washington
East Washington är en ort i Washington County i delstaten Pennsylvania. Vid 2010 års folkräkning hade East Washington 2 234 invånare.